# Johan Ehn (skådespelare)
Mall:Infobox Skådespelare/Författare
Johan Jim Ehn, född 7 augusti 1967 i Saltsjö-Boo, är en svensk skådespelare och författare.
2020 fick han Nils Holgersson-plaketten för sin bok Hästpojkarna, som också är nominerad till Nordiska rådets barn- och ungdomslitteraturpris samma år.
Han är gift med författaren Mats Strandberg.

## Filmografi
- 1990 – Föreställning
- 2001 – Nya tider (TV-serie)
- 2002 – Klassfesten
- 2005 – Stockholm Boogie
- 2007 – Beck – I Guds namn
- 2007 – Beck – Den svaga länken
- 2007 – Nina Frisk
- 2007 – Isprinsessan
- 2007 – Alva

## Teater

### Roller (ej komplett)
| År   | Roll                   | Produktion                                | Regi            | Teater                                       |
| ---- | ---------------------- | ----------------------------------------- | --------------- | -------------------------------------------- |
| 1992 | Lucentio               | Så tuktas en argbigga William Shakespeare | Peter Böök      | Spegelteatern på Gripsholms slott            |
| 1992 |                        | Bortom bifrost                            | Branch Worsham  | Spegelteatern                                |
| 1996 |                        | Öster om Väster Väster om Öster           |                 | Teater Replica                               |
| 2002 |                        | Hampa                                     |                 | Stockholms stadsteater                       |
| 2002 | Sorgfågel Spejare m fl | Mio, min Mio Kristina Lugn                | Stina Ancker    | Stockholms stadsteater                       |
| 2007 |                        | Angels in America                         |                 | Borås Stadsteater                            |
| 2018 | Monstret               | Frankenstein Johan Ehn                    | Daniel di Grado | Teater Barbara Gästspel på Playhouse Theater |

## Podcaster
- 2018 - Genushistoriepodden
- 2019 - Art is Alive (med Zeventine)

### Fotnoter
1. ↑  ”Johan Ehn”. Svensk Filmdatabas. http://www.sfi.se/sv/svensk-filmdatabas/Item/?type=PERSON&itemid=263230&ref=%2ftemplates%2fSwedishFilmSearchResult.aspx%3fid%3d1225%26epslanguage%3dsv%26searchword%3dJohan+Ehn%26type%3dPerson%26match%3dBegin%26page%3d1%26prom%3dFalse. Läst 4 mars 2013.
2. ↑  ”Dessa kan vinna Nordiska rådets barn- och ungdomslitteraturpris 2020 | Nordiskt samarbete”. www.norden.org. https://www.norden.org/sv/news/dessa-kan-vinna-nordiska-radets-barn-och-ungdomslitteraturpris-2020. Läst 15 september 2020.
3. ↑  Johan Ehn får Nils Holgersson-plaketten. Läst 25 augusti 2020.
4. ↑  Lars Linder (21 juni 1992). ”Ojämnt men roande: Spegelteatern tuktar Shakespeares argbigga på nytt sätt”. Dagens Nyheter:  s. 20. https://arkivet.dn.se/tidning/1992-06-21/165/20. Läst 6 mars 2022.
5. ↑  Lars Linder (25 oktober 1992). ”Hednisk saga på kroppsspråk”. Dagens Nyheter:  s. B4. https://arkivet.dn.se/tidning/1992-10-25/291/24. Läst 6 mars 2022.